# ألفا روميو 33 سترادال
ألفا روميو 33 سترادال  (بالإنجليزية: Alfa Romeo 33 Stradale)هي سيارة رياضية تم إنتاجها من قبل شركة ألفا روميو الإيطالية.